# 続再夢紀事
『続再夢紀事』（ぞくさいむきじ）は、1890年（明治23年）に元福井藩17代藩主松平茂昭が、養父である先代藩主松平慶永の業績を遺すために旧臣の村田氏寿・佐々木千尋らに命じて執筆させた、1862年（文久2年）4月－1867年（慶応3年）10月にかけての歴史書。全22巻。
慶永の業績については、1862年（文久2年）4月までは側近の中根雪江が著した『昨夢紀事』及び『再夢紀事』が、1867年（慶応3年）10月については同じ中根の『丁卯日記』によって知る事が可能であったが、間の5年半について記されたまとまった記録が存在しなかった。しかもこの5年間には慶永の政事総裁職就任と更迭、参預会議及び四侯会議への参加、大政奉還直前の政治的な駆け引きなど慶永にとって重要な時期が含まれていた。これを憂慮した茂昭は村田・佐々木らに命じて『再夢紀事』の体裁に合わせた5年間分の続編を作成するように命じた。この直後に茂昭は病死するが、村田・佐々木は3年かけて旧藩の史料や旧臣所蔵の日記・覚書などから続編編纂にあたった。各記事ごとに出典を明記するなど、史料価値が高く、幕末期の政情を知る上での貴重な史料となっている。

## 関連文献
- 中根雪江『昨夢紀事 上巻』（八尾版）八尾新助、1896年。
- 中根雪江『昨夢紀事 下巻』（八尾版）八尾新助、1896年。
- 中根雪江『昨夢紀事』（侯爵松平家蔵版）日本史籍協会、1920-1921。
  - 中根雪江『昨夢紀事 第一』日本史籍協会〈日本史籍協会叢書〉、1920年。
  - 中根雪江『昨夢紀事 第二』日本史籍協会〈日本史籍協会叢書〉、1921年。
  - 中根雪江『昨夢紀事 第三』日本史籍協会〈日本史籍協会叢書〉、1921年。
  - 中根雪江『昨夢紀事 第四』日本史籍協会〈日本史籍協会叢書〉、1921年。
- 中根雪江『昨夢紀事』（日本史籍協会叢書117～120）東京大学出版会、1968年。
- 中根雪江『再夢記事 全』（侯爵松平家蔵版）日本史籍協会、1922年。
- 中根雪江『再夢紀事・丁卯日記』（日本史籍協会 編）東京大学出版会〈日本史籍協会叢書 105〉、1988年2月。ISBN 4130977059。
- 中根雪江『戊辰日記』（岩崎英重 編）日本史籍協会〈日本史籍協会叢書〉、1925年。
- 中根雪江『奉答紀事 : 春岳松平慶永実記』東京大学出版会〈新編日本史籍協会叢書 1〉、1980年10月。ASIN B000J839BK。
- 中根雪江『橋本左内事迹』（中根雪江 筆）福井市立郷土歴史博物館〈福井市立郷土歴史博物館史料叢書 5〉、1987年3月。